# Julian Grigorjewitsch Sitkowetski
Julian Grigorjewitsch Sitkowetski (englisch Julian Grigoryevich Sitkovetsky; russisch: Юлиа́н Григо́рьевич Ситкове́цкий) (* 7. November 1925 in Kiew; † 23. Februar 1958 in Moskau) war ein russischer Violinist. Sitkowetski war verheiratet mit der Pianistin Bella Davidovich. Der russische Violinist und Dirigent Dmitri Sitkowetski ist beider Sohn.

## Leben
Sitkowetski wurde in eine Musikerfamilie hineingeboren. Als Kind wurde er als Violinist in die Zentrale Musikschule der Stadt Kiew aufgenommen. Im Jahr 1939 begann Sitkowetski an der Zentralen Schule für Hochbegabte in Moskau in der Klasse von Abram Jampolski sein Violinstudium. Der Schulbetrieb wurde im Zweiten Weltkrieg nach Pensa, 550 Kilometer südöstlich von Moskau, verlegt. 1943 graduierte er am ausgelagerten Moskauer Konservatorium. 1945 kehrte er nach Moskau zurück.
Sitkowetski gab Konzerte in der gesamten UdSSR und in den osteuropäischen Staaten. Manchmal spielte er drei Violinkonzerte in einem Konzert, beispielsweise in Ost-Berlin an einem Abend das Sibelius-, das Tschaikowski- und das Khachaturian-Konzert. Er gewann zahlreiche Preise, so 1945 den ersten Preis beim Prague Competition zusammen mit Leonid Kogan und Igor Bezrodnyi sowie den zweiten Preis mit Wanda Wiłkomirska beim Wienawski-Wettbewerb 1952, bei dem Igor Oistrach den ersten Preis gewann. Im Jahr 1955 gewann Sitkowetski den zweiten Preis beim Concours Musical Reine Elisabeth in Brüssel; David Oistrach und Yehudi Menuhin, die beide der Jury angehörten, waren sich jedoch einig, dass Sitkowetski der erste Preis gebührt hätte. Sitkowetski war für sein phänomenales akustisches und visuelles Gedächtnis bekannt. Diese Fähigkeit gesellte sich zu seiner nahezu fehlerfreien Technik und zu seiner angeborenen Musikalität.
Julian Sitkowetski starb im Alter von 32 Jahren 1958 an einem 1956 diagnostizierten Lungenkrebs. Ab dieser Diagnosestellung unternahm er keinerlei Tournee mehr. David Oistrach äußerte sich zu Sitkowetski: „Er hatte einen großen, festen, fokussierten Ton in allen Lagen, eine makellose Intonation, einen schnellen, gleichmäßigen Triller, ein rasches, perfekt kontrolliertes Staccato, starke, reine Harmonien, ein gleichmäßiges klares Sautillé.“ Oistrach äußerte sich weitergehend, dass, wenn Sitkowetski ein längeres Leben beschieden gewesen wäre, er einer der größten Virtuosen aller Zeiten geworden wäre und ihn (David Oistrach) wie auch Leonid Kogan in den Schatten gestellt hätte.